# Puente de María Cristina

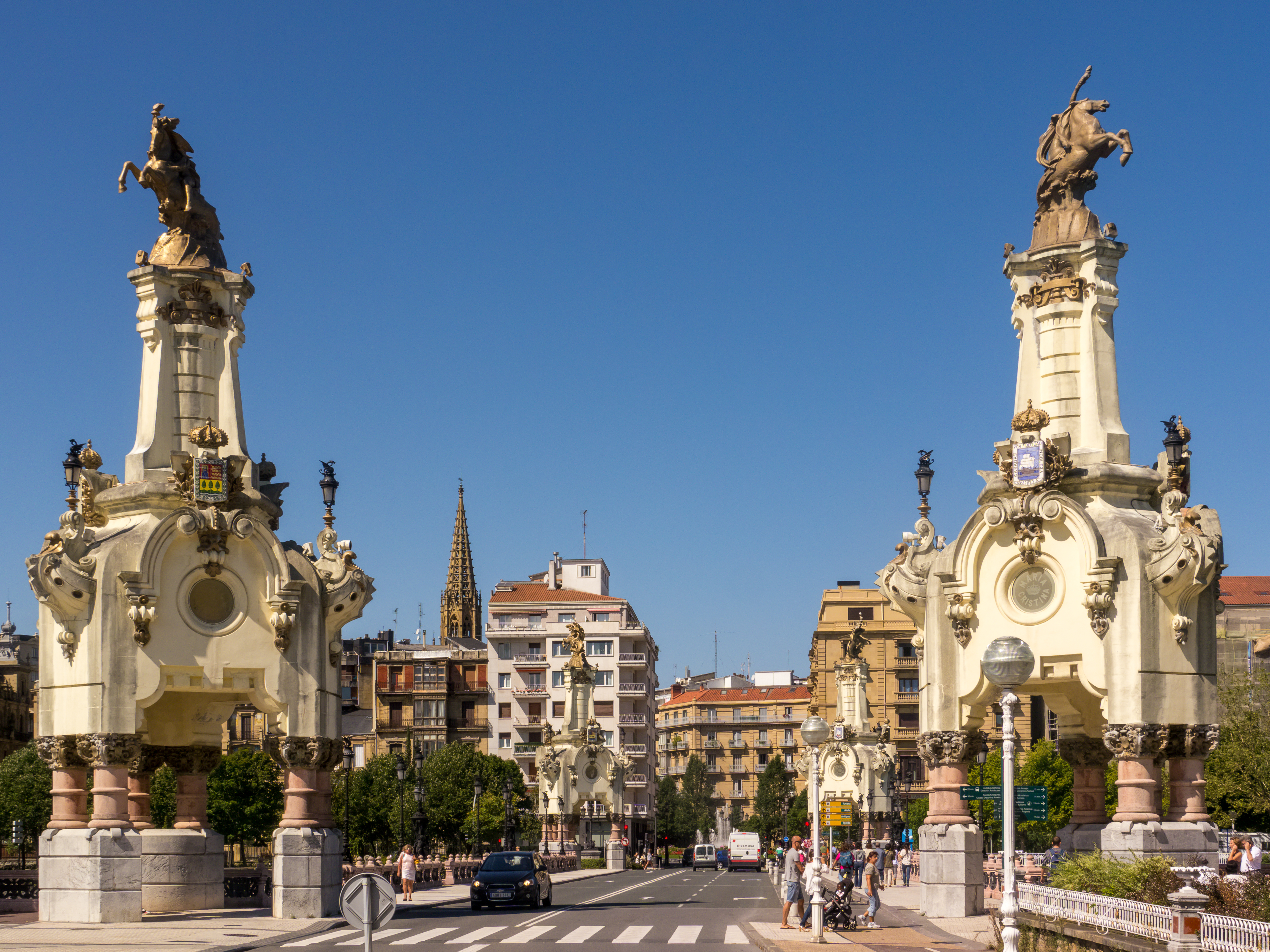
De brug gezien in de richting van het centrum

De Puente de María Cristina (Baskisch: Maria Kristina zubia) is een brug over de rivier Urumea in de Spaanse stad San Sebastian in de autonome gemeenschap Baskenland. Het is de derde brug vanaf de monding van de rivier in de Cantabrische Zee, en verbindt het centrum van de stad met het station en het district Egia. De brug is vernoemd naar Koningin María Cristina. 

## Geschiedenis
In 1893 werd er op deze plek een tijdelijke houten brug gebouwd om het centrum van de stad te verbinden met het station en de toenmalige stierenarena en wielerbaan. De plaatselijke spaarkas heeft het renteloze krediet verstrekt voor de bouw van de definitieve brug, die is geopend op 20 januari 1905, feestdag van patroonheilige Sint Sebastiaan. De opening ging gepaard met een groot volksfeest, aangezien het gemeentebestuur in de drie voorgaande jaren het stadsfeest verboden had, waarbij de koningin zelf aanwezig was. 

## Constructie
De brug is 20 meter breed, 88 meter lang, en bestaat uit drie bogen die elk 24 meter overbruggen. Als materiaal is gewapend beton gebruikt, wat een nieuw constructiemateriaal was in die tijd. Aan weerszijden van de brug, aan beide kanten van het wegdek, staan pilaren van 18 meter hoog, die geïnspireerd zijn op de Pont Alexandre-III in Parijs. De brug is ontworpen in de art-nouveau-stijl. De bogen en de reling zijn gedecoreerd met mythologische dieren, en op de lantaarnpalen zitten gietijzeren draakjes. De beelden op de pilaren zijn van de hand van beeldhouwer Ángel García Díaz.